# Roberto Morentin
Roberto Morentin Gutiérrez (Valladolid, 16 de enero de 1981) es un exjugador de baloncesto español, que ocupaba la posición de ala-pívot.

## Biografía
Debutó en la ACB en el equipo de su tierra, el entonces Forum Valladolid el 9 de septiembre de 1999, con 18 años. Ha sido internacional con la Selección Nacional Joven y convocado en varias ocasiones con la selección de Castilla y León. En el año 2000 empieza a jugar en las ligas universitarias de Estados Unidos. Después  de dos años en Central Florida University, en el año 2004 vuelve a España y ficha por el Lucentum Alicante de la ACB. Desarrollaría la práctica totalidad de su carrera en la Liga Leb, excepto 3 años en Francia y dos años en ACB con el CB Valladolid y el Lucentum Alicante.

## Trayectoria deportiva
- Cantera Dribling Valladolid y categorías inferiores del Fórum Valladolid
- 1998/99 Fórum Valladolid Junior
- 1999/00 EBA C.B. Zamora "filial" del Fórum Valladolid donde también juega algún partido de Liga ACB.
- 2000/02 NJCAA San Jacinto Junior College (USA)
- 2002/04 NCAA Central Florida University (USA)
- 2004/05 ACB CB Lucentum Alicante
- 2005/06 LEB Gijón Baloncesto
- 2006/07 ACB Fórum Valladolid
- 2007/09 LEB Leche Río Breogan
- 2009/10 LEB Melilla Baloncesto
- 2010/11 LEB CB Murcia
- 2011/12 LEB Menorca Bàsquet
- 2012/13 LEB Cáceres Patrimonio de la Humanidad
- 2013/14 LEB Club Ourense Baloncesto
- 2014/15 JSA Bordeaux Basket (FRA)
- 2015/17 Union Dax Gamarde Basket  (FRA)
- 2017/20 EBA NCS Alcobendas